# Robert Hedin
Robert Hedin (ur. 2 lutego 1966 w Ystad) – szwedzki piłkarz ręczny, wielokrotny reprezentant kraju, grał jako lewy rozgrywający. Dwukrotny wicemistrz olimpijski z Barcelony oraz z Atlanty (1992, 1996), a także brązowy medalista mistrzostw świata (1993) oraz mistrz Europy (1994).
Obecnie trener męskiej reprezentacji Norwegii.

## Sukcesy

### reprezentacyjne
- Igrzyska Olimpijskie:
  -  1992, 1996
- Mistrzostwa Europy:
  -  1994